# Moïse Amyraut
Moïse Amyraut (także: Mojżesz Amyraldus, ur. we wrześniu 1596 w Bourgueil, zm. 8 stycznia 1664 w Saumur) – francuski teolog kalwiński, twórca doktryny amyraldianizmu.

## Życiorys
Syn prawnika, studiował prawo w Orleanie i w Poitiers. Za radą pastora w Saumur zaczął studiować teologię kalwińską i po zakończeniu studiów był pastorem w Saint-Aignan. W 1633 został profesorem teologii na uniwersytecie w Saumur. Był uznawany wówczas za najwybitniejszego teologa francuskiego kalwinizmu. Bronił tolerancji religijnej na dworze w Wersalu i wskazywał na naruszenia edyktu nantejskiego. Był także propagatorem ekumenizmu i porozumienia między luteranami i kalwinistami. 
W 1634 opublikował Traité de la predestination (Traktat o predestynacji), który negował kalwińską doktrynę o "podwójnej predestynacji", tj. przeznaczeniu jednych ludzi do zbawienia, a drugich na potępienie. Amyraut twierdził, że Bóg wszystkich ludzi przeznaczył do zbawienia, pod warunkiem, że mają wiarę. Ta doktryna spowodowała burzliwą dyskusję i trzykrotne oskarżenie Amyrauta o herezję przed synodami protestanckimi w Alençon w 1637, w Charenton w 1644 i w Loudun w 1659, które oczyściły go z zarzutów i aprobowały nową doktrynę. Uniwersytet w Saumur stał się ośrodkiem nauczania i rozpowszechniania amyraldianizmu. Kardynał Richelieu widział w amyraldianizmie sposób na osłabienie kalwinizmu oraz na stopniowe zbliżenie jego wyznawców do katolicyzmu i z tego powodu wielokrotnie rozmawiał z Amyraut. Jednak próby porozumienia i zbliżenia między katolikami i kalwinistami, podejmowane przez Amyrauta i Richelieu, nie powiodły się z powodu sprzeciwu ortodoksyjnych wiernych obu tych wyznań.
Amyraut oprócz dzieł teologicznych pisał popularne książeczki religijne i parafrazy Biblii, przeznaczone głównie dla ludności wiejskiej. W 1657 poważnie pogorszyło się jego zdrowie, co ograniczyło jego działalność.
Amyraut miał wielu przeciwników, którzy ostro atakowali jego innowacje teologiczne (należeli do nich m.in. teolodzy Friedrich Spanheim (1600–1649) i François Turretin (1623–1687). Ostateczny kres amyraldianizmu nastąpił po opublikowaniu Konsensusu Helweckiego, który potępił tę doktrynę.

## Dzieła
- Traité des religions, contre ceux qui les estiment toutes indifférentes. - 1631
- Brief Traitté de la prédestination et de ses principales dépendances. - 1634
- Discours sur l'état des fidèles après la mort. - 1646
- Paraphrase de la Première Epître de saint Pierre (ch. II, v. 7). -1646
- Apologie pour ceux de la religion. - 1647
- Six livres de la vocation des pasteurs. - 1649
- Morale chrétienne, 6 tomów. - 1652-1660
- Du gouvernement de l'Église contre ceux qui veulent abolir l'usage et l'autorité des synodes. - 1653
- Du règne de mille ans ou de la Prospérité de l'Église. - 1654
- Discours de la souveraineté des rois. - 1656
- La vie de François, seigneur de La Noue, dit Bras de fer. - 1661